# 田沢幸治
田沢 幸治（たざわ こうじ、1970年10月6日 - ）は、TBSスパークル（旧ドリマックス・テレビジョン）エンタテインメント本部所属のテレビドラマ演出家、テレビプロデューサー、映画監督。血液型A型。

## 来歴・人物
青森県出身。ドリマックス・テレビジョンの前身である木下プロダクションに入社し、アシスタントプロデューサー（AP）やアシスタントディレクター（演出補）としてキャリアを重ね、「ネバーランド」（2001年・TBS）で初演出、「ケータイ刑事 銭形舞」（2003年・BS-i）で初プロデュースをしている。
「ケータイ刑事 銭形シリーズ」全シリーズの制作に携わっており、その縁から「ケータイ刑事 THE MOVIE2 石川五右衛門一族の陰謀〜決闘!ゴルゴダの森」（2007年）で初の映画監督を務めた。
「ケータイ刑事 銭形愛」以降、BS-TBSの丹羽多聞アンドリウプロデューサーと組んだ作品が多い。
2020年、エンタテインメント本部ドラマ映画部から制作一部となり、テレビ通販番組のプロデューサーとなる。
将来の夢はロックミュージシャン。

## 主な作品
※特記事項の無い限り全てTBS・BS-i作品。

### テレビドラマ
演出・監督
- ネバーランド（2001年）
- 理想の生活（2005年・NHK）
- 一週間の恋（2006年）ドラマCM演出
- 夏雲あがれ（2007年・NHK）
- 愛のうた!（2007年）
- 大好き!五つ子2008（2008年）
- ラブレター（2008年）
- ケータイ刑事 銭形シリーズ
  - ケータイ刑事 銭形愛（2002年）
  - ケータイ刑事 銭形舞（2003年）
  - ケータイ刑事 銭形泪（2004年）
  - ケータイ刑事 銭形零（2005年）
  - ケータイ刑事 銭形雷（2006年）
  - ケータイ刑事 銭形海（2007年）
  - ケータイ刑事 銭形命（2009年）
- 恋する日曜日
  - ファーストシリーズ「色彩都市」（2003年）
  - 文學の唄「別れたる妻に送る手紙」「夢十夜」（2005年）
  - ニュータイプ「故郷を守れ!（前後編）」（2006年）
  - 第3シリーズ「きのこの恋」（2007年）
- 東京少女
  - 第3期（2008年）
- 恋とオシャレと男のコ（2009年）

プロデューサー
- ケータイ刑事 銭形舞（2003年）
- 交通特別捜査係警部補 結城あかね（2005年）
- 夢で逢いましょう（2005年）
- 恋する日曜日
  - ファーストシリーズ（2003年）
  - 文學の唄（2005年）
  - ニュータイプ（2006年）
  - 第3シリーズ（2007年）

プロデューサー・演出補
- 君が人生の時（1997年）
- ラブ・アゲイン（1998年）
- ニュースキャスター霞涼子（1999年・テレビ朝日）
- ザ・ドクター（1999年）
- それぞれの断崖（2000年・テレビ東京）
- 笑顔の法則（2003年）
- 恋する日曜日（2003年）
- ケータイ刑事 銭形愛（2002年）
- 伊豆・金沢犀賀焼殺人事件（2003年・テレビ東京）
- ケータイ刑事 銭形泪（2004年）

### 映画
- ケータイ刑事 THE MOVIE2 石川五右衛門一族の陰謀〜決闘!ゴルゴダの森（2007年）

### 通販番組
プロデューサー
- 納得!買い得!キニナルマーケット
- ブランチショッピング
- ラッキーマーケット